# 篠崎南出入口
篠崎南出入口（しのざきみなみでいりぐち）は、福岡県北九州市小倉北区にある北九州高速道路1号線のインターチェンジ。
長野方面にのみ接続するハーフインターチェンジである。

## 道路
- 北九州高速1号線(105)

## 料金所

### 横代方面
- ブース数：1
  - ETC/一般：1

## 周辺
- 紫川
- 北九州モノレール小倉線：城野駅

## 隣
北九州高速1号線
(103)若園出入口 - (104)北方出入口 - (105)篠崎南出入口 - (JCT)紫川JCT - (106)篠崎北出入口